# Cheltenham Music Festival
Le Cheltenham Music Festival est un des plus anciens festivals de musique en Grande-Bretagne. Il a lieu chaque année à Cheltenham en juin/juillet depuis 1945. Le festival est renommé pour ses créations de musique contemporaine. Le nombre de créations a dépassé 250 en juillet 2004.
Durant la direction de Martyn Brabbins a été créé le Festival Academy ensemble.

## Directeurs artistiques
- John Manduell
- Michael Berkeley (1995-2004)
- Martyn Brabbins (2005-2007)
- Meurig Bowen (2007-)